# Tolérance Zéro (film)
Pour les articles homonymes, voir Tolérance zéro (homonymie).
Pour plus de détails, voir Fiche technique et Distribution.
Tolérance Zéro ou Justice sauvage au Québec (Walking Tall) est un film américain réalisé par Kevin Bray, sorti en 2004. C'est le remake de Justice sauvage, réalisé en 1973 par Phil Karlson, un film en partie biographique sur l'ex-catcheur devenu shérif Buford Pusser.
La trame du film Tolérance Zéro est également basée sur l'histoire vraie du shérif Buford Pusser, même si les noms et lieux ont été modifiés.

## Synopsis
Chris Vaughn termine son service dans l'armée et est de retour après 8 ans d'absence dans son village natal, mais il découvre avec surprise et crainte que le monde dans lequel il a grandi a beaucoup changé, l'ancienne scierie dans laquelle a travaillé son père pendant plusieurs années a fermé et la ville ne marche que par le fonctionnement d'un casino dirigé par l'un de ses anciens amis.
Sa sœur, Michelle, mère d'un jeune garçon nommé Pete, est devenue ambulancière. Chris retrouve certains de ses amis, notamment Ray dont la vie a mal tourné depuis son départ pour l'armée.
Cependant les choses dérapent après un passage dans ce casino : il s'y fait agresser après avoir découvert que les croupiers n'hésitent pas à tricher en truquant les dés et la roulette. À la suite de cela, Chris n'a qu'une seule idée en tête, reprendre le poste de shérif et arrêter ce commerce crapuleux.

## Fiche technique
- Titres francophones : Tolérance Zéro ( France) et Justice sauvage ( Québec)
- Titre original : Walking Tall
- Réalisation : Kevin Bray
- Scénario : David Klass, Channing Gibson, David Levien et Brian Koppelman
- Musique : Graeme Revell]
- Montage : Robert Ivison, George Bowers
- Distribution : MGM
- Pays :  États-Unis
- Budget : 46 000 000 $
- genre : action
- Durée : 87 minutes
- Date de sortie :
  - France : 2 avril 2004

## Distribution
Légende : VF = Version Française[réf. nécessaire] et VQ = Version Québécoise
- Dwayne Johnson (VF : Dominik Bernard et VQ : Benoit Rousseau) : Chris Vaughn     (Crédité sous son nom ancien The Rock)
- Michael Bowen (VF : François Chaix et VQ : Louis-Georges Girard) : Shérif Stan Watkins
- Johnny Knoxville (VF : Philippe Valmont et VQ : Martin Watier) : Shérif adjoint Ray Templeton
- Neal McDonough (VF : Bruno Dubernat et VQ : Pierre Auger) : Jay Hamilton
- Ashley Scott (VF : Nathalie Spitzer et VQ : Geneviève Désilets) : Deni
- John Beasley (VF : Emmanuel Dekset et VQ : Mario Desmarais) : Chris Vaughn Senior
- Barbara Tarbuck (VQ : Claudine Chatel) : Connie Vaughn
- Kristen Wilson (VF : Annie Milon et VQ : Pascale Montreuil) : Michelle Vaughn
- Khleo Thomas (VQ : Émile Mailhiot) : Pete Vaughn
- Kevin Durand (VF : Philippe Vincent et VQ : Jean-François Beaupré) : Booth
- Patrick Gallagher (VQ : Stéphane Rivard) : Keith
- Ryan Robbins (VQ : Hugolin Chevrette) : Travis
- Cobie Smulders : Exotic Beauty

## Accueil critique
La plupart des critiques furent négatives. Selon Rotten Tomatoes, seulement 24 % des avis étaient favorables.
Le film rapporta 57 millions de dollars dans le monde entier, alors que le budget était de 46 millions. Cependant, il a été estimé que le film n'avait pas fait de profit.

## Suites
Tolérance Zéro 2 (Walking Tall: The Payback) et Tolérance Zéro 3 : Justicier Solitaire (Walking Tall: Lone Justice) en 2007, deux vidéofilms mettant en vedette Kevin Sorbo.